# نيناد كوفاتشيفيتش
نيناد كوفاتشيفيتش (بالصربية: Ненад Ковачевић)‏ (مواليد 11 نوفمبر 1980 في كرالييفو - يوغوسلافيا) لاعب كرة قدم صربي يلعب حاليا لصالح نادي الدرجة الأولى لنس الفرنسي منذ 2006 في مركز الوسط المحوري.

## روابط خارجية
- نيناد كوفاتشيفيتش على موقع رابطة كرة القدم الفرنسية للمحترفين (الإنجليزية)
- نيناد كوفاتشيفيتش على موقع قاعدة بيانات كرة القدم.إي يو (الإنجليزية)
- نيناد كوفاتشيفيتش على موقع ناشيونال فوتبول تيمز (الإنجليزية)
- نيناد كوفاتشيفيتش على موقع Soccerway.com (الإنجليزية)
- نيناد كوفاتشيفيتش على موقع عالم كرة القدم.نت (الإنجليزية)